# Chlorochaeta nigromacularia
Chlorochaeta nigromacularia là một loài bướm đêm trong họ Geometridae.